# Lijst van plaatsen in Engeland naar inwonertal
Dit is een lijst van de grootste plaatsen (steden, towns) in Engeland op volgorde van inwonertal. De cijfers zijn van de volkstelling in 2001, gebaseerd op de urban areas statistieken van de Office for National Statistics.
| Rang | Urbaan subgebied    | Inwoners   | Graafschap                     |
| ---- | ------------------- | ---------- | ------------------------------ |
| 1    | Londen              | 7.172.091  | Greater London, City of London |
| 2    | Birmingham          | 970.892    | West Midlands                  |
| 3    | Liverpool           | 469.017    | Merseyside                     |
| 4    | Leeds               | 443.247    | West Yorkshire                 |
| 5    | Sheffield           | 439.866    | South Yorkshire                |
| 6    | Bristol             | 420.556    | Bristol                        |
| 7    | Manchester          | 394.269    | Greater Manchester             |
| 8    | Leicester           | 330.574    | Leicestershire                 |
| 9    | Coventry            | 303.475    | West Midlands                  |
| 10   | Kingston upon Hull  | 301.416    | East Riding of Yorkshire       |
| 11   | Bradford            | 293.717    | West Yorkshire                 |
| 12   | Stoke-on-Trent      | 259.252    | Staffordshire                  |
| 13   | Wolverhampton       | 251.462    | West Midlands                  |
| 14   | Nottingham          | 249.584    | Nottinghamshire                |
| 15   | Plymouth            | 243.795    | Devon                          |
| 16   | Southampton         | 234.224    | Hampshire                      |
| 17   | Reading             | 232.662    | Berkshire                      |
| 18   | Derby               | 229.407    | Derbyshire                     |
| 19   | Dudley              | 194.919    | West Midlands                  |
| 20   | Newcastle upon Tyne | 189.863    | Tyne and Wear                  |
| 21   | Northampton         | 189.474    | Northamptonshire               |
| 22   | Portsmouth          | 187.056    | Hampshire                      |
| 23   | Luton               | 185.543    | Bedfordshire                   |
| 24   | Preston             | 184.836    | Lancashire                     |
| 25   | Milton Keynes       | 184.506 †  | Buckinghamshire                |
| 26   | Sunderland          | 177.739    | Tyne and Wear                  |
| 27   | Norwich             | 174.047    | Norfolk                        |
| 28   | Walsall             | 170.994    | West Midlands                  |
| 29   | Bournemouth         | 167.527    | Dorset                         |
| 30   | Southend-on-Sea     | 160.257    | Essex                          |
| 31   | Swindon             | 155.432    | Wiltshire                      |
| 32   | Huddersfield        | 146.234    | West Yorkshire                 |
| 33   | Poole               | 144.800    | Dorset                         |
| 34   | Oxford              | 143.016    | Oxfordshire                    |
| 35   | Middlesbrough       | 142.691    | North Yorkshire                |
| 36   | Blackpool           | 142.283    | Lancashire                     |
| 37   | Bolton              | 139.403    | Greater Manchester             |
| 38   | Ipswich             | 138.718    | Suffolk                        |
| 39   | Telford             | 138.241 †  | Shropshire                     |
| 40   | York                | 137.505    | North Yorkshire                |
| 41   | West Bromwich       | 136.940    | West Midlands                  |
| 42   | Peterborough        | 136.292    | Cambridgeshire                 |
| 43   | Stockport           | 136.082    | Greater Manchester             |
| 44   | Brighton            | 134.293    | East Sussex                    |
| 45   | Slough              | 126.276    | Berkshire                      |
| 46   | Gloucester          | 123.205    | Gloucestershire                |
| 47   | Watford             | 120.960    | Hertfordshire                  |
| 48   | Rotherham           | 117.262    | South Yorkshire                |
| 49   | Cambridge           | 113.442 †† | Cambridgeshire                 |
| 50   | Exeter              | 106.772    | Devon                          |
| 51   | Eastbourne          | 106.562    | East Sussex                    |
| 52   | Sutton Coldfield    | 105.452    | West Midlands                  |
| 53   | Blackburn           | 105.085    | Lancashire                     |
| 54   | Colchester          | 104.390    | Essex                          |
| 55   | Oldham              | 103.544    | Greater Manchester             |
| 56   | St Helens           | 102.629    | Merseyside                     |
| 57   | Crawley             | 100.547    | West Sussex                    |

## Referentie
1. ↑  Office for National Statistics